# Relación
Relación è un singolo del cantante panamense Sech, pubblicato il 2 aprile 2020 come primo estratto dal secondo album in studio 1 of 1.

## Descrizione
Il brano, scritto dallo stesso artista con Jeorge Valdes Vasquez, Joshua Méndez, Miguel Andres Martinez Perea, Ramses Ivan Herrera Soto e prodotto da questi ultimi due, in arte rispettivamente Dímelo Flow e Slow Mike, parla dell'empowerment femminile e tratta del fallimento di una relazione tossica da cui una donna cerca di uscire.

## Video musicale
Il video è stato reso disponibile il 2 aprile 2020, in concomitanza con l'uscita del brano.

## Tracce
Testi e musiche di Carlos Isaías Morales, Jeorge Valdes Vasquez, Joshua Méndez, Miguel Andres Martinez Perea e Ramses Ivan Herrera Soto.
1. Relación – 3:04

## Formazione
- Sech – voce
- Dímelo Flow – produzione, registrazione
- Slow Mike – produzione
- Fullersound – mastering
- Vinny "Mr Mix & Master" DeLeon – missaggio

## Remix
Il 4 settembre 2020 è stata pubblicata una versione remix del brano con il rapper portoricano Daddy Yankee e il cantante colombiano J Balvin che conta la partecipazione della cantante spagnola Rosalía e del cantante portoricano Farruko.

### Video musicale
Un video musicale per il remix, diretto da Fernando Lugo, è stato reso disponibile in concomitanza con la sua uscita.

### Tracce
1. Relación (con Daddy Yankee e J Balvin) (Remix) (feat. Rosalía & Farruko) – 4:07

## Classifiche

### Classifiche settimanali
| Classifica (2020)     | Posizione massima |
| --------------------- | ----------------- |
| Argentina             | 3                 |
| Colombia              | 1                 |
| Costa Rica            | 2                 |
| Italia                | 73                |
| Messico               | 1                 |
| Perù                  | 4                 |
| Repubblica Dominicana | 3                 |
| Spagna                | 2                 |
| Stati Uniti           | 64                |
| Svizzera              | 47                |

### Classifiche di fine anno
| Classifica (2020) | Posizione |
| ----------------- | --------- |
| Panama            | 6         |
| Spagna            | 28 / 33   |